# Material circulante no Metropolitano de Londres 1973

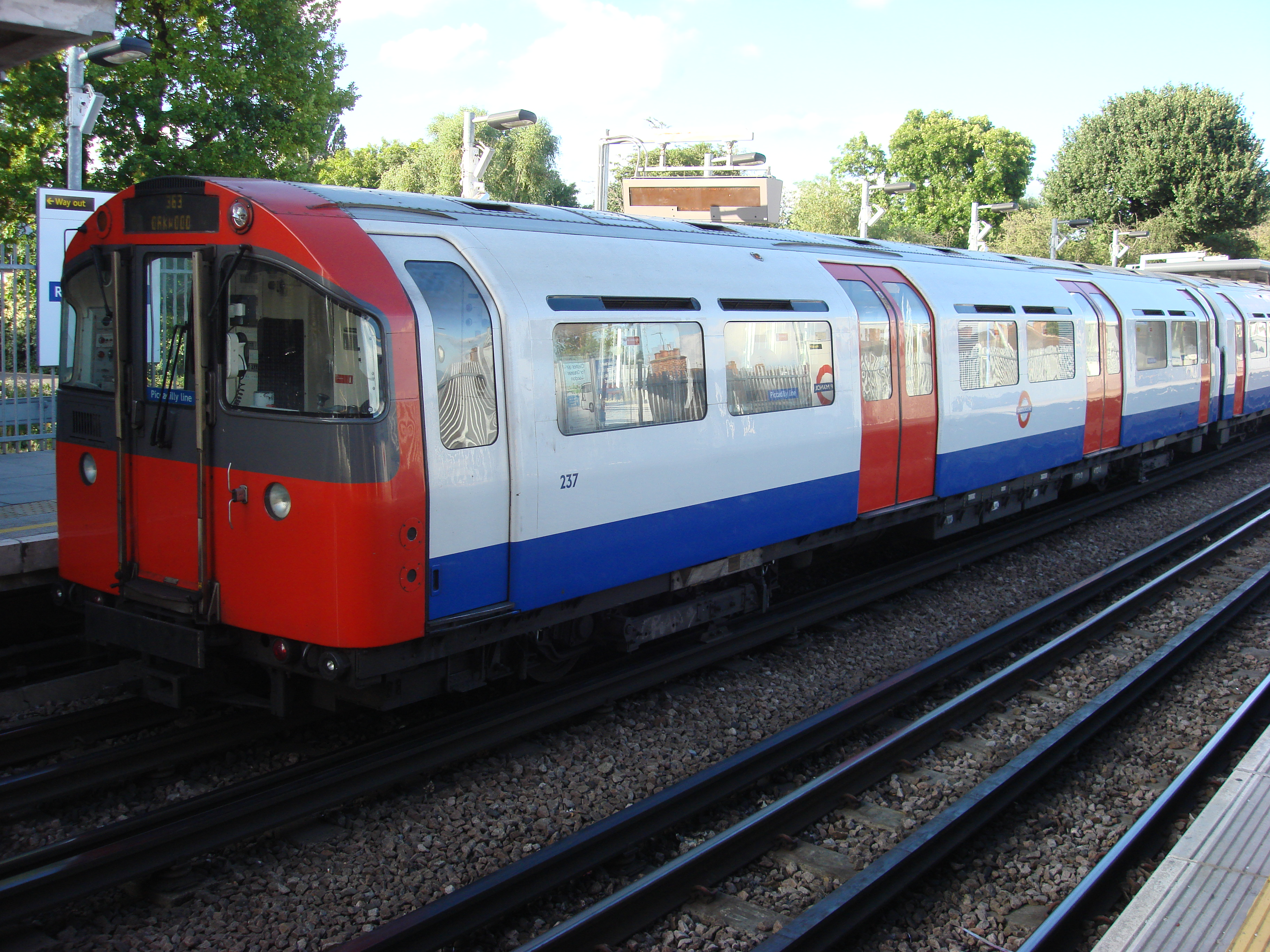
Carruagem de 1973 parado na estação Ruislip Manor.

O Material circulante no Metropolitano de Londres 1973 foi posto ao serviço no Metropolitano de Londres em 1975 para substituir o material circulante de 1959, Actualmente estas e outras unidades restantes encontram-se em serviço na Piccadilly line. As composições foram fabricadas pela Metro-Cammell em 1974 e renovados pela Bombardier entre 1996 até 2001. Foram construídas 175 composições, dado que 1 foi destruída devido aos Atentados de 7 de julho de 2005 em Londres. 